# 草寮後菱洲宮
23°00′05″N 120°11′47″E / 23.001488°N 120.196357°E
草寮後菱洲宮位於臺灣臺南市北區，舊稱「天王爺館」或「王爺館」。該廟原主祀五府王爺，後改以玄天上帝為主神。

## 沿革
菱洲宮所在地過去有河流經過，據說某日有艘王船飄來，上面的王爺神像被附近居民發現後，乃建廟祭祀，當時稱為「天王爺館」。
當地因為哨船港一度變得發達起來，該廟因而香火鼎盛。但據說因為日治初期，日軍駐紮在媽祖樓並將馬棚（馬廄）搭在金瀛街，當地遂被稱為「草寮後」，居民也因避開日軍而遷出，該廟香火也受影響。明治卅九年（1906年），該廟重修過。
二次大戰後，金瀛街（草寮後街）先改稱「安民街」，後來改稱菱洲街，現為成功路的一部分。該廟在民國51年（1962年）成立管理委員會，並集資重建廟宇，廟名也改為菱洲宮。

## 菱洲
菱洲是道光年間，軍工道廠（立人國小一帶）西邊因為泥沙淤積而形成的陸地，當時該廠招收佃戶開墾田園，收取租金。其名稱由來一說是早年地形像菱角，另一說是因為當時陸地零星浮沙洲出，叫「零州」，取其音轉成「菱洲」。
過去在菱洲宮周邊有因此宮而得名的菱洲東街、菱洲西街、菱洲北街、菱洲南街，後來約在民國70年（1981年）左右，陸續變成海安路、金華路、臨安路、成功路的一部分。